# Daisuke Oku
Daisuke Oku (奥大介?, Oku Daisuke; Amagasaki, 7 febbraio 1976 – Miyakojima, 17 ottobre 2014) è stato un calciatore giapponese.

## Biografia
Nato ad Amagasaki, nella prefettura di Hyōgo, Oku diviene calciatore, riuscendo anche a vestire la maglia della nazionale di calcio del Giappone.
Sposatosi con l'attrice e modella Hinako Saeki, da cui viene denunciato alla polizia di Kanagawa, che ne procederà all'arresto nel giugno 2013, per presunte minacce di morte.
Muore all'età di 38 anni in seguito a un incidente stradale.

## Palmarès

### Club

#### Competizioni nazionali
- Campionato giapponese: 4

Júbilo Iwata: 1997, 1999
Yokohama F-Marinos: 2003, 2004
- Coppa J.League: 1

Júbilo Iwata: 1998

### Nazionale
- Coppa d'Asia: 1

2000